# Patrick Fierry
Patrick Fierry est un acteur et musicien français né le 11 août 1953 à Mulhouse.

## Biographie
Fils d'André et Floriane Fierry-Fraillon, il passa son enfance à Taverny, en banlieue parisienne. Dès l'âge de treize ans, il commence à jouer au théâtre, puis part pour Paris à dix-sept ans afin de suivre des cours d'art dramatique chez Tania Balachova puis chez Jean Périmony et enfin à l'école de la rue Blanche.
Après avoir participé au film Le Petit Marcel de Jacques Fansten, il se fit remarquer dans L'Alpagueur, avec Jean-Paul Belmondo  (1976).
Un an après, René Féret lui donne le rôle de François Dauchy dans La Communion solennelle. Il joue en 1983 le rôle principal dans La Matiouette ou l'arrière-pays d'André Téchiné et le rôle de Tony dans Pinot simple flic aux côtés de Gérard Jugnot.
En 1978, il sort un album, Bulle.
Depuis les années 1990, il est une vedette à la télé, entre autres avec Carmen Maura dans Une mère en colère de Gilles Béhat.
Il a également tourné dans la série télévisée Groupe flag .
En 2013, Patrick Fierry fonde la Générale, école du théâtre et de l'image qui ouvrira ses portes en octobre 2013.

### Sa vocation d'enseignant
Les films et les pièces de théâtre auxquels Patrick Fierry a participé, tant en France qu’en Angleterre, l’ont amené à croiser de nombreux metteurs en scène, costumières, chefs opérateurs et éclairagistes. Ce sont précisément ces professionnels qui ont choisi de le rejoindre et de participer à la création de La Générale, un lieu unique en son genre. La Générale est une école artistique pluridisciplinaire ayant pour mission de former ses étudiants aux arts de la scène en France et à l’international. Patrick Fierry entend réunir, au sein d’un même lieu, les principaux acteurs et corps de métiers liés au théâtre et au spectacle vivant : comédie, costumes et réalisation. L’objectif de son fondateur est donc de faire exister un lieu où, sur trois ans, ces trois formations complémentaires travaillent en synergie pour offrir aux étudiants une véritable ouverture à la réalité de leur métier. L’école ouvre ses portes en octobre 2013, à l’occasion de la rentrée universitaire et accueille trois promotions.[réf. nécessaire]

## Filmographie succincte

### Cinéma

#### Longs métrages
- 1975 : Le Petit Marcel de Jacques Fansten
- 1976 : La Communion solennelle de René Féret
- 1976 : L'Alpagueur de Philippe Labro
- 1979 : French Postcards de Willard Huyck
- 1981 : Les Babas-cool
- 1982 : La Matiouette ou l'arrière-pays d'André Téchiné
- 1984 : Pinot simple flic de Gérard Jugnot
- 1985 : Parking de Jacques Demy
- 1986 : Jour et Nuit de Jean-Bernard Menoud
- 1988 : Trois places pour le 26 de Jacques Demy
- 1990 : Lune froide de Patrick Bouchitey
- 1992 : Nous deux d'Henri Graziani
- 1993 : Comme un bateau, la mer en moins de Dominique Ladoge
- 1994 : Le Montreur de boxe de Dominique Ladoge
- 2004 : Le Démon de midi de Marie-Pascale Osterrieth
- 2011 : L'Ordre et la Morale de Mathieu Kassovitz
- 2012 : Parlez-moi de vous de Pierre Pinaud

#### Courts métrages
- 2005 : Enfances : Un secret derrière la porte de Yann Le Gal

### Télévision
1984 : Raison perdue, de Michel Favart, Antenne 2 : le psychologue Philippe Barrière
- 1986 : Cinéma 16 (série télévisée), épisode La femme de sa vie de Michel Favart : Dario
- 1986 : À la feuille De Rose, Maison Turque dans la Série rose de Michel Boisrond
- 1987 : Les Jurés de l'ombre mini-série TV de Paul Vecchiali : David Lucas
- 1995 : Sandra, princesse rebelle de Didier Albert (série TV)
- 1995 : Sharpe (en), épisode Sharpe's Sword : colonel Leroux
- 1996 : Julie Lescaut, Femmes en danger de Jacob Berger : inspecteur Frescobaldi
- 1998 : Joséphine, ange gardien, saison 1 épisode 2, L'Enfant oublié de Alain Bonnot : Paul
- 1999 : Tramontane de Henri Helman (mini-série) : Luis Reyes
- 1999 : Le Mystère Parasuram de Michel Sibra : Pierre Leduc
- 2000 : Une femme d'honneur, saison 1 épisode 15, Samedi soir de Dominique Tabuteau : Philippe Garnier
- 2002 : Groupe flag   de  Michel Alexandre : Bernard Moreau
- 2005 : Rosalie s'en va de Jean-Dominique de La Rochefoucauld : Georges
- 2006 : Mémoire de glace (TV) de Pierre-Antoine Hiroz : Charles Rebatet
- 2008 : Le Silence de l'épervier (mini-série de 8 fois 52 minutes) de Dominique Ladoge
- 2008 : Julie Lescaut, saison 18 épisode 4, Alerte enlèvement de Pierre Aknine : Paul Gerbert
- 2008 : Plus belle la vie, saison 5 épisode 53, de Bénédicte Delmas : Richard Toreille
- 2009 : La Dame de Monsoreau de Michel Hassan : Henri III
- 2009 : Cartouche, le brigand magnifique d'Henri Helman : l'abbé Dubois
- 2012 : La Loi de mon pays de Dominique Ladoge : le gouverneur
- 2014 : Candice Renoir, saison 2 épisode 4, : Vidal, capitaine de la brigade des atteintes aux biens

## Doublage
- 2023 : L'Écume de la guerre : ? ( ? )[2] (mini-série)

## Théâtre
- 1974 : Harold et Maude, rôle Harold, mise en scène Jean-Louis Barrault, Théâtre d'Orsay
- 1974 :  Zarathoustra, rôle "l'aigle", mise en scène Jean-Louis Barrault, Théâtre d'Orsay
- 1975 : Christophe Colomb de Paul Claudel, mise en scène Jean-Louis Barrault, Théâtre d'Orsay
- 1978 : Almira de Pierre-Jean de San Bartholomé, mise en scène de l'auteur, Espace Pierre Cardin